# Amblyomma rotundatum
Amblyomma rotundatum är en fästingart som beskrevs av Koch 1844. Amblyomma rotundatum ingår i släktet Amblyomma och familjen hårda fästingar. Inga underarter finns listade i Catalogue of Life.